# Sto bene al mare
Sto bene al mare è un singolo del cantautore italiano Marco Mengoni, pubblicato il 13 giugno 2025.

## Descrizione
Il brano vede la collaborazione dei rapper Sayf e Rkomi, che hanno anche curato la scrittura con lo stesso Mengoni ed è prodotto da Giorgio De Lauri, in arte Jiz, Luca Di Blasi, in arte Dibla, e Giovanni Pallotti, in arte E.D.D.

## Accoglienza
Alessandro Alicandri di TV Sorrisi e Canzoni scrive che il brano presenti sonorità «a cavallo tra un suono tradizionale del cantautorato italiano e qualcosa del più sofisticato pop in lingua francese» con «forti vibrazioni R&B» apportate dai tre produttori del brano.

## Video musicale
Il video musicale, diretto da Giulio Rosati, è stato pubblicato il 18 giugno 2025 attraverso il canale YouTube del cantautore.

## Tracce
Testi di Adam Sayf Viacava, Mirko Manuele Martorana, Marco Mengoni, Giorgio De Lauri, Luca Di Blasi e Giovanni Pallotti.
1. Sto bene al mare (feat. Sayf e Rkomi) – 2:47

## Classifiche
| Classifica (2025) | Posizione massima |
| ----------------- | ----------------- |
| Italia            | 21                |